# Copa América 1997
La Copa América 1997 fue la XXXVIII edición de la Copa América. Esta versión del torneo se realizó en Bolivia, entre el 11 y el 29 de junio de 1997. Brasil alcanzó la gloria nuevamente al derrotar 3 a 1 al seleccionado local. Esta fue la primera Copa América de la historia ganada por Brasil fuera de su país.
Brasil contaba con un equipo de jugadores consagrados y de talla mundial como: Ronaldo, Romário, Leonardo Nascimento de Araujo, Denílson de Oliveira, Dunga, Roberto Carlos, Edmundo, Djalminha, entre otros, ganando todos los partidos que disputó, con goleadas incluidas, deleitando con un fútbol ofensivo y de lujo. 
En el equipo local y subcampeón del torneo destacaron Carlos Trucco, el defensor Luis Cristaldo, Julio César Baldivieso, Erwin Sánchez, Ramiro Castillo y Marco Etcheverry, miembros del equipo que participaron en la Copa Mundial de Fútbol de 1994.
Muchas de las selecciones sudamericanas optaron por enviar equipos con jugadores reservas, toda vez que se encontraban compitiendo en plenas Clasificatorias para el Mundial.
Esta vez fueron invitados México (que quedó tercero y tuvo a Luis Hernández, como goleador del torneo con 6 anotaciones) y Costa Rica. El sistema del torneo fue igual al de los celebrados en Copa América 1993 y Copa América 1995. Tres grupos de cuatro equipos cada uno con los dos primeros clasificando, al igual que los dos mejores terceros a cuartos de final.
En esta edición se entregaría por primera vez la Copa Bolivia, la cual se le entrega al subcampeón del torneo hasta la actualidad. El campeón Brasil y el subcampeón Bolivia clasificaron a la Copa Confederaciones 1999.
El campeón Brasil clasificaría a la Copa Confederaciones 1999. Sin embargo, debido a que el campeón mundial vigente, Francia que había sido campeón en Francia 1998, que de por sí estaba clasificada a la Copa Confederaciones 1999, decidió no participar; y debido a eso Brasil que era el subcampeón mundial tomaría su lugar. Pero como Brasil también era el campeón de la Copa América 1997, cosa que también lo clasificaba, esto hizo que Bolivia también clasificara a la Copa Confederaciones 1999, a pesar de ser el subcampeón de la Copa América 1997.
Brasil también se clasificó para jugar la Copa Artemio Franchi 1998 contra Alemania que era el campeón de la Eurocopa 1996. Sin embargo, esta edición fue considerada como no oficial.

## Frase Icónica deMário Zagallo
Zagallo estaba harto de las críticas de la prensa brasileña. El técnico dirigía la Selección Brasileña desde 1994 y se enfrentaba a críticas por el desempeño reciente del equipo, incluida una derrota en un amistoso ante Noruega y una discreta participación en el Torneo de Francia.
El mensaje de Zagallo estuvo dirigido específicamente a dos periodistas: Juarez Soares y José Carlos Amaral Kfouri. Explicó el motivo del estallido en una entrevista en 2017.
La Frase decía lo siguiente:

Una victoria peleada, en sangre, raza, voluntad, de quienes aman a Brasil, no de quienes lo repudian. Ganamos con dificultad, no teníamos la misma velocidad, pero teníamos corazón. Es para ustedes, saben quiénes son, no necesito decir nada más, Tendrán que tragarme.

## Árbitros
- René Ortubé.
- Jorge Nieves.
- Paolo Borgosano.
- Antônio Pereira.
- Rafael Sanabria.
- Antonio Marrufo.
- Byron Moreno.
- Eduardo Gamboa.
- Rodrigo Badilla.
- Horacio Elizondo.
- Epifanio González.
- Esfandiar Baharmast.
- José Arana.
- Juan Carlos Paniagua.

## Sedes
| Tahuichi Aguilera | Olímpico Patria   | Jesús Bermúdez    |
| Capacidad: 38 500 | Capacidad: 32 000 | Capacidad: 32 000 |
|                   |                   |                   |
| La Paz            | La Paz            | Cochabamba        |
| Hernando Siles    | Hernando Siles    | Félix Capriles    |
| Capacidad: 42 000 | Capacidad: 42 000 | Capacidad: 32 000 |
|                   |                   |                   |

## Equipos participantes
| Equipos participantes | Equipos participantes | Equipos participantes | Equipos participantes |
| --------------------- | --------------------- | --------------------- | --------------------- |
| Argentina             | Bolivia               | Brasil                | Chile                 |
| Colombia              | Costa Rica            | Ecuador               | México                |
| Paraguay              | Perú                  | Uruguay               | Venezuela             |

- En cursiva las selecciones que participan por primera vez.

## Primera fase

### Grupo A
| Selección | Pts. | PJ | PG | PE | PP | GF | GC | Dif. |
| --------- | ---- | -- | -- | -- | -- | -- | -- | ---- |
| Ecuador   | 7    | 3  | 2  | 1  | 0  | 4  | 1  | +3   |
| Argentina | 5    | 3  | 1  | 2  | 0  | 3  | 1  | +2   |
| Paraguay  | 4    | 3  | 1  | 1  | 1  | 2  | 3  | –1   |
| Chile     | 0    | 3  | 0  | 0  | 3  | 1  | 5  | –4   |

| 11 de junio de 1997 | Paraguay  | 1:0 (1:0) | Chile | Estadio Félix Capriles, Cochabamba                                |                                                                   |
|                     | Acuña 28' |           |       | Asistencia: 17 000 espectadores Árbitro(s): René Ortubé (Bolivia) | Asistencia: 17 000 espectadores Árbitro(s): René Ortubé (Bolivia) |

| 11 de junio de 1997 | Ecuador | 0:0 | Argentina | Estadio Félix Capriles, Cochabamba                                 |  |
|                     |         |     |           | Asistencia: 17 000 espectadores Árbitro(s): Jorge Nieves (Uruguay) |  |

| 14 de junio de 1997 | Paraguay | 0:2 (0:0) | Ecuador                             | Estadio Félix Capriles, Cochabamba                                    |                                                                       |
|                     |          |           | 71' (TL) Sánchez · 86' Graziani 86' | Asistencia: 5000 espectadores Árbitro(s): Paolo Borgosano (Venezuela) | Asistencia: 5000 espectadores Árbitro(s): Paolo Borgosano (Venezuela) |

| 14 de junio de 1997 | Argentina                | 2:0 (0:0) | Chile | Estadio Félix Capriles, Cochabamba                                 |                                                                    |
|                     | Berti 83' · Gallardo 86' |           |       | Asistencia: 9000 espectadores Árbitro(s): Antônio Pereira (Brasil) | Asistencia: 9000 espectadores Árbitro(s): Antônio Pereira (Brasil) |

| 17 de junio de 1997 | Ecuador                   | 2:1 (1:0) | Chile       | Estadio Félix Capriles, Cochabamba                                   |                                                                      |
|                     | Graziani 32' · Gávica 55' |           | 52' Vergara | Asistencia: 8000 espectadores Árbitro(s): Rafael Sanabria (Colombia) | Asistencia: 8000 espectadores Árbitro(s): Rafael Sanabria (Colombia) |

| 17 de junio de 1997                                                  | Paraguay             | 1:1 (0:0) | Argentina           | Estadio Félix Capriles, Cochabamba                               |                                                                  |
|                                                                      | Chilavert 74' (pen.) |           | 90' (pen.) Gallardo | Asistencia: 8000 espectadores Árbitro(s): Jorge Nieves (Uruguay) | Asistencia: 8000 espectadores Árbitro(s): Jorge Nieves (Uruguay) |
| Tercer gol anotado por un arquero en la historia de la Copa América. |                      |           |                     |                                                                  |                                                                  |

### Grupo B
| Selección | Pts. | PJ | PG | PE | PP | GF | GC | Dif. |
| --------- | ---- | -- | -- | -- | -- | -- | -- | ---- |
| Bolivia   | 9    | 3  | 3  | 0  | 0  | 4  | 0  | +4   |
| Perú      | 6    | 3  | 2  | 0  | 1  | 3  | 2  | +1   |
| Uruguay   | 3    | 3  | 1  | 0  | 2  | 2  | 2  | 0    |
| Venezuela | 0    | 3  | 0  | 0  | 3  | 0  | 5  | –5   |

| 12 de junio de 1997 | Perú             | 1:0 (0:0) | Uruguay | Estadio Olímpico Patria, Sucre                                     |                                                                    |
|                     | Hidalgo 75' (TL) |           |         | Asistencia: 6000 espectadores Árbitro(s): Antonio Marrufo (México) | Asistencia: 6000 espectadores Árbitro(s): Antonio Marrufo (México) |

| 12 de junio de 1997 | Bolivia     | 1:0 (0:0) | Venezuela | Estadio Hernando Siles, La Paz                                     |                                                                    |
|                     | Coimbra 60' |           |           | Asistencia: 40 000 espectadores Árbitro(s): Byron Moreno (Ecuador) | Asistencia: 40 000 espectadores Árbitro(s): Byron Moreno (Ecuador) |

| 15 de junio de 1997 | Uruguay                    | 2:0 (1:0) | Venezuela | Estadio Olímpico Patria, Sucre                                   |                                                                  |
|                     | Recoba 19' · Saralegui 47' |           |           | Asistencia: 1000 espectadores Árbitro(s): Eduardo Gamboa (Chile) | Asistencia: 1000 espectadores Árbitro(s): Eduardo Gamboa (Chile) |

| 15 de junio de 1997 | Bolivia                         | 2:0 (1:0) | Perú | Estadio Hernando Siles, La Paz           |                                          |
|                     | Etcheverry 45' · Baldivieso 50' |           |      | Árbitro(s): Rodrigo Badilla (Costa Rica) | Árbitro(s): Rodrigo Badilla (Costa Rica) |

| 18 de junio de 1997 | Perú              | 2:0 (1:0) | Venezuela | Estadio Olímpico Patria, Sucre                                   |                                                                  |
|                     | Cominges 13', 59' |           |           | Asistencia: 1500 espectadores Árbitro(s): Byron Moreno (Ecuador) | Asistencia: 1500 espectadores Árbitro(s): Byron Moreno (Ecuador) |

| 18 de junio de 1997 | Bolivia        | 1:0 (1:0) | Uruguay | Estadio Hernando Siles, La Paz                                       |                                                                      |
|                     | Baldivieso 29' |           |         | Asistencia: 30 000 espectadores Árbitro(s): Antonio Marrufo (México) | Asistencia: 30 000 espectadores Árbitro(s): Antonio Marrufo (México) |

### Grupo C
| Selección  | Pts. | PJ | PG | PE | PP | GF | GC | Dif. |
| ---------- | ---- | -- | -- | -- | -- | -- | -- | ---- |
| Brasil     | 9    | 3  | 3  | 0  | 0  | 10 | 2  | +8   |
| México     | 4    | 3  | 1  | 1  | 1  | 5  | 5  | 0    |
| Colombia   | 3    | 3  | 1  | 0  | 2  | 5  | 5  | 0    |
| Costa Rica | 1    | 3  | 0  | 1  | 2  | 2  | 10 | –8   |

| 13 de junio de 1997 | Colombia   | 1:2 (0:2) | México            | Estadio Ramón Tahuichi Aguilera, Santa Cruz                              |                                                                          |
|                     | Ricard 58' |           | 7', 11' Hernández | Asistencia: 25 000 espectadores Árbitro(s): Horacio Elizondo (Argentina) | Asistencia: 25 000 espectadores Árbitro(s): Horacio Elizondo (Argentina) |

| 13 de junio de 1997 | Brasil                                                                    | 5:0 (2:0) | Costa Rica | Estadio Ramón Tahuichi Aguilera, Santa Cruz                              |                                                                          |
|                     | Djalminha 20' (TL) · González 34' (a.g.) · Ronaldo 47', 54' · Romário 60' |           |            | Asistencia: 35 000 espectadores Árbitro(s): Epifanio González (Paraguay) | Asistencia: 35 000 espectadores Árbitro(s): Epifanio González (Paraguay) |

| 16 de junio de 1997 | Colombia                                                 | 4:1 (2:0) | Costa Rica | Estadio Ramón Tahuichi Aguilera, Santa Cruz                                      |                                                                                  |
|                     | Morantes 13', 23' · Cabrera 62' (pen.) · Aristizábal 78' |           | 66' Wright | Asistencia: 25 000 espectadores Árbitro(s): Esfandiar Baharmast (Estados Unidos) | Asistencia: 25 000 espectadores Árbitro(s): Esfandiar Baharmast (Estados Unidos) |

| 16 de junio de 1997 | Brasil                                        | 3:2 (0:2) | México             | Estadio Ramón Tahuichi Aguilera, Santa Cruz                   |                                                               |
|                     | Aldair 47' · Romero 59' (a.g.) · Leonardo 77' |           | 13', 31' Hernández | Asistencia: 35 000 espectadores Árbitro(s): José Arana (Perú) | Asistencia: 35 000 espectadores Árbitro(s): José Arana (Perú) |

| 19 de junio de 1997 | México               | 1:1 (1:0) | Costa Rica  | Estadio Ramón Tahuichi Aguilera, Santa Cruz                                |                                                                            |
|                     | Hernández 14' (pen.) |           | 60' Medford | Asistencia: 15 000 espectadores Árbitro(s): Juan Carlos Paniagua (Bolivia) | Asistencia: 15 000 espectadores Árbitro(s): Juan Carlos Paniagua (Bolivia) |

| 19 de junio de 1997 | Brasil                       | 2:0 (1:0) | Colombia | Estadio Ramón Tahuichi Aguilera, Santa Cruz                              |                                                                          |
|                     | Dunga 11' (TL) · Edmundo 67' |           |          | Asistencia: 35 000 espectadores Árbitro(s): Epifanio González (Paraguay) | Asistencia: 35 000 espectadores Árbitro(s): Epifanio González (Paraguay) |

### Mejores terceros puestos
Los dos mejores de los terceros puestos avanzan a la segunda ronda.
| Selección | Grupo | Pts. | PJ | PG | PE | PP | GF | GC | Dif. |
| --------- | ----- | ---- | -- | -- | -- | -- | -- | -- | ---- |
| Paraguay  | A     | 4    | 3  | 1  | 1  | 1  | 2  | 3  | –1   |
| Colombia  | C     | 3    | 3  | 1  | 0  | 2  | 5  | 5  | 0    |
| Uruguay   | B     | 3    | 3  | 1  | 0  | 2  | 2  | 2  | 0    |

## Segunda fase

### Cuadro general
|  | Cuartos de final         | Cuartos de final     |                          |       | Semifinales                  | Semifinales                  |  |  | Final | Final |
|  |                          |                      |                          |       |                              |                              |  |  |       |       |
|  | 22 de junio – Santa Cruz |                      |                          |       |                              |                              |  |  |       |       |
|  |                          |                      |                          |       |                              |                              |  |  |       |       |
|  | Brasil                   | 2                    |                          |       |                              |                              |  |  |       |       |
|  | Brasil                   | 2                    | 26 de junio – Santa Cruz |       |                              |                              |  |  |       |       |
|  | Paraguay                 | 0                    |                          |       |                              |                              |  |  |       |       |
|  | Paraguay                 | 0                    | Brasil                   | 7     |                              |                              |  |  |       |       |
|  | 21 de junio – Sucre      |                      | Brasil                   | 7     |                              |                              |  |  |       |       |
|  |                          | Perú                 | 0                        |       |                              |                              |  |  |       |       |
|  | Argentina                | Perú                 | 0                        | 1     |                              |                              |  |  |       |       |
|  | Argentina                |                      | 29 de junio – La Paz     | 1     |                              |                              |  |  |       |       |
|  | Perú                     | 2                    |                          |       |                              |                              |  |  |       |       |
|  | Perú                     | 2                    | Brasil                   | 3     |                              |                              |  |  |       |       |
|  | 21 de junio – La Paz     |                      | Brasil                   | 3     |                              |                              |  |  |       |       |
|  |                          | Bolivia              | 1                        |       |                              |                              |  |  |       |       |
|  | Bolivia                  | Bolivia              | 1                        | 2     |                              |                              |  |  |       |       |
|  | Bolivia                  | 25 de junio – La Paz |                          | 2     |                              |                              |  |  |       |       |
|  | Colombia                 | 1                    |                          |       |                              |                              |  |  |       |       |
|  | Colombia                 | 1                    | Bolivia                  | 3     |                              |                              |  |  |       |       |
|  | 22 de junio – Cochabamba |                      | Bolivia                  | 3     |                              |                              |  |  |       |       |
|  |                          | México               | 1                        |       | Partido por el tercer puesto | Partido por el tercer puesto |  |  |       |       |
|  | México (p.)              | México               | 1                        | 1 (4) | Partido por el tercer puesto | Partido por el tercer puesto |  |  |       |       |
|  | México (p.)              |                      | 28 de junio – Oruro      | 1 (4) |                              |                              |  |  |       |       |
|  | Ecuador                  | 1 (3)                |                          |       |                              |                              |  |  |       |       |
|  | Ecuador                  | 1 (3)                | Perú                     | 0     |                              |                              |  |  |       |       |
|  |                          |                      |                          |       |                              |                              |  |  |       |       |
|  | México                   | 1                    |                          |       |                              |                              |  |  |       |       |
|  | México                   | 1                    |                          |       |                              |                              |  |  |       |       |

### Cuartos de final
| 21 de junio de 1997 | Argentina           | 1:2 (0:1) | Perú                      | Estadio Olímpico Patria, Sucre                                   |                                                                  |
|                     | Gallardo 66' (pen.) |           | 30' Carazas · 61' Hidalgo | Asistencia: 9000 espectadores Árbitro(s): Byron Moreno (Ecuador) | Asistencia: 9000 espectadores Árbitro(s): Byron Moreno (Ecuador) |

| 21 de junio de 1997 | Bolivia                          | 2:1 (2:0) | Colombia    | Estadio Hernando Siles, La Paz                                           |                                                                          |
|                     | Etcheverry 3' (TL) · Sánchez 24' |           | 57' Gaviria | Asistencia: 30 000 espectadores Árbitro(s): Horacio Elizondo (Argentina) | Asistencia: 30 000 espectadores Árbitro(s): Horacio Elizondo (Argentina) |

| 22 de junio de 1997 | México                                                 | 1:1 (1:1) (4:3 p.)         | Ecuador                                                        | Estadio Félix Capriles, Cochabamba                                   |                                                                      |
|                     | Blanco 17'                                             |                            | 6' (pen.) Capurro                                              | Asistencia: 15 000 espectadores Árbitro(s): Antônio Pereira (Brasil) | Asistencia: 15 000 espectadores Árbitro(s): Antônio Pereira (Brasil) |
|                     |                                                        | Tiros desde el punto penal |                                                                |                                                                      |                                                                      |
|                     | Hernández · Suárez · Blanco · Chávez · Villa · Sánchez |                            | Montaño · Capurro · De la Cruz · Graziani · Fernández · Rosero |                                                                      |                                                                      |

| 22 de junio de 1997 | Brasil          | 2:0 (2:0) | Paraguay | Estadio Ramón Tahuichi Aguilera, Santa Cruz                            |                                                                        |
|                     | Ronaldo 9', 34' |           |          | Asistencia: 30 000 espectadores Árbitro(s): Rafael Sanabria (Colombia) | Asistencia: 30 000 espectadores Árbitro(s): Rafael Sanabria (Colombia) |

### Semifinales
| 25 de junio de 1997 | Bolivia                                           | 3:1 (2:1) | México          | Estadio Hernando Siles, La Paz                                           |                                                                          |
|                     | Sánchez 27' (TL) · Castillo 39' (TL) · Moreno 79' |           | 8' (TL) Ramírez | Asistencia: 40 000 espectadores Árbitro(s): Epifanio González (Paraguay) | Asistencia: 40 000 espectadores Árbitro(s): Epifanio González (Paraguay) |

| 26 de junio de 1997      | Perú | 0:7 (0:4) | Brasil                                                                                    | Estadio Ramón Tahuichi Aguilera, Santa Cruz                              |                                                                          |
|                          |      |           | Denílson 1' · Flávio Conceição 28' · Romário 36', 49' · Leonardo 45', 55' · Djalminha 77' | Asistencia: 20 000 espectadores Árbitro(s): Rodrigo Badilla (Costa Rica) | Asistencia: 20 000 espectadores Árbitro(s): Rodrigo Badilla (Costa Rica) |
| Peor resultado del Perú. |      |           |                                                                                           |                                                                          |                                                                          |

### Tercer puesto
| 28 de junio de 1997 | Perú | 0:1 (0:0) | México        | Estadio Jesús Bermúdez, Oruro                                           |                                                                         |
|                     |      |           | 82' Hernández | Asistencia: 20 000 espectadores Árbitro(s): Paolo Borgosano (Venezuela) | Asistencia: 20 000 espectadores Árbitro(s): Paolo Borgosano (Venezuela) |

### Final
| 29 de junio de 1997 | Bolivia     | 1:3 (1:1) | Brasil                                     | Estadio Hernando Siles, La Paz                                     |                                                                    |
| | Sánchez 45' |           | 40' Edmundo · 79' Ronaldo · 90' Zé Roberto | Asistencia: 46 000 espectadores Árbitro(s): Jorge Nieves (Uruguay) | Asistencia: 46 000 espectadores Árbitro(s): Jorge Nieves (Uruguay) |
| Primera vez que el equipo anfitrión pierde la final de la Copa América. Cuarta vuelta olímpica que se da en la Copa América. |             |           |                                            |                                                                    |                                                                    |

|                           |
| Bandera de Brasil         |
| Campeón Brasil 5.º título |

## Tabla general

Países participantes según la fase alcanzada en el torneo

| Pos. | Selección  | Gr. | Pts. | PJ | PG | PE | PP | GF | GC | Dif | Rend.   |
| ---- | ---------- | --- | ---- | -- | -- | -- | -- | -- | -- | --- | ------- |
| 1    | Brasil     | C   | 18   | 6  | 6  | 0  | 0  | 22 | 3  | +19 | 100 %   |
| 2    | Bolivia    | B   | 15   | 6  | 5  | 0  | 1  | 10 | 5  | +5  | 83.33 % |
| 3    | México     | C   | 8    | 6  | 2  | 2  | 2  | 8  | 9  | -1  | 44.44 % |
| 4    | Perú       | B   | 9    | 6  | 3  | 0  | 3  | 5  | 11 | –6  | 50 %    |
| 5    | Ecuador    | A   | 8    | 4  | 2  | 2  | 0  | 5  | 2  | +3  | 66.67 % |
| 6    | Argentina  | A   | 5    | 4  | 1  | 2  | 1  | 4  | 3  | +1  | 41.67 % |
| 7    | Paraguay   | A   | 4    | 4  | 1  | 1  | 2  | 2  | 5  | –3  | 33.33 % |
| 8    | Colombia   | C   | 3    | 4  | 1  | 0  | 3  | 6  | 7  | –1  | 25 %    |
| 9    | Uruguay    | B   | 3    | 3  | 1  | 0  | 2  | 2  | 2  | 0   | 33.33 % |
| 10   | Costa Rica | C   | 1    | 3  | 0  | 1  | 2  | 2  | 10 | –8  | 11.11 % |
| 11   | Chile      | A   | 0    | 3  | 0  | 0  | 3  | 1  | 5  | –4  | 0 %     |
| 12   | Venezuela  | B   | 0    | 3  | 0  | 0  | 3  | 0  | 5  | –5  | 0 %     |

## Goleadores
| Jugador                | Selección | Goles |
| ---------------------- | --------- | ----- |
| Luis Hernández         | México    | 6     |
| Ronaldo                | Brasil    | 5     |
| Romário                | Brasil    | 3     |
| Leonardo               | Brasil    | 3     |
| Marcelo Gallardo       | Argentina | 3     |
| Erwin Sánchez          | Bolivia   | 3     |
| Martín Hidalgo         | Perú      | 2     |
| Néider Morantes        | Colombia  | 2     |
| Julio César Baldivieso | Bolivia   | 2     |
| Paul Cominges          | Perú      | 2     |
| Ariel Graziani         | Ecuador   | 2     |
| Marco Etcheverry       | Bolivia   | 2     |
| Djalminha              | Brasil    | 2     |

## Clasificados a la Copa Confederaciones 1999
| Bandera de Brasil | Bandera de Bolivia                         |
| Brasil Campeón de la Copa América 1997, y subcampeón de la Copa Mundial de Fútbol de 1998 (en reemplazo del campeón) | Bolivia Subcampeón de la Copa América 1997 |

## Mascota
Tatú: Un quirquincho (armadillo de la región de Los Andes) que viste la camiseta de la Selección de Bolivia debajo de su caparazón, fue el elegido para ser la mascota de la CONMEBOL Copa América de 1997. El sonriente animal además tiene unos botines negros y una pelota. Fue la sexta mascota de la Copa América.